# Liste der Baudenkmäler in Neutraubling
Auf dieser Seite sind die Baudenkmäler in der Oberpfälzer Stadt Neutraubling zusammengestellt. Diese Tabelle ist eine Teilliste der Liste der Baudenkmäler in Bayern. Grundlage ist die Bayerische Denkmalliste, die auf Basis des Bayerischen Denkmalschutzgesetzes vom 1. Oktober 1973 erstmals erstellt wurde und seither durch das Bayerische Landesamt für Denkmalpflege geführt wird. Die folgenden Angaben ersetzen nicht die rechtsverbindliche Auskunft der Denkmalschutzbehörde.

## Baudenkmäler nach Ortsteilen

### Neutraubling
| Lage                                      | Objekt                        | Beschreibung | Akten-Nr.    | Bild           |
| ----------------------------------------- | ----------------------------- | --- | ------------ | -------------- |
| St.-Michaels-Platz 6 (Standort)           | Kath. Pfarrkirche St. Michael | dreischiffige Basilika mit Doppelturmfassade und flachem Satteldach, in reduziert-strengen, romanisierenden Formen, 1953–55 von Josef Pospischil, unter Einbezug der Eingangshalle des früheren Kommandanturgebäudes (1936–38); mit Ausstattung              | D-3-75-174-3 | weitere Bilder |
| Uhlandstraße 2; Uhlandstraße 4 (Standort) | Evang.-Luth. Lutherkirche     | aus Dreieck- und Fünfeck-Formen entwickelter Zentralbau auf Y-förmigem Grundriss, Betonrasterbau mit flachem Zeltdach, von Adolf Abel, 1955/56, von dems. 1959/60 durch Glockenturm mit Betonraster und Gemeindesaal mit Pultdach erweitert; mit Ausstattung | D-3-75-174-2 | weitere Bilder |

### Lerchenfeld
| Lage                     | Objekt                 | Beschreibung                                                                   | Akten-Nr.    | Bild           |
| ------------------------ | ---------------------- | ------------------------------------------------------------------------------ | ------------ | -------------- |
| Lerchenfeld 3 (Standort) | Kath. Kirche St. Peter | ehemalige Chorturmkirche mit Dachreiter, frühgotisch, um 1260; mit Ausstattung | D-3-75-174-1 | weitere Bilder |